# 가네코 마코토 (축구 선수)
가네코 마코토(일본어: 金子 誠, 1975년 12월 9일 ~ )는 일본의 전 축구 선수이다.

## 구단 경력
과거 방포레 고후에서 활동하였다.